# 온라이브
온라이브(OnLive)는 캘리포니아주 마운틴뷰에 본사를 둔 클라우드 가상화 기술 제공업체이다. 온라이브의 주력 제품은 가입자가 컴퓨터 게임을 설치하지 않고도 임대하거나 시연할 수 있는 클라우드 게임 서비스였다. 게임은 로컬 장치에서 실행되지 않고 서비스 서버에서 렌더링된 스트리밍 비디오로 제공되었다. 이 설정을 통해 일반적으로 하드웨어 부족으로 인해 게임을 실행할 수 없는 컴퓨터와 장치에서 게임을 실행할 수 있었다. 온라이브는 또한 플레이어가 게임 플레이를 녹화하고 관전하는 기능과 같은 다른 기능도 활성화했다.
이 서비스는 개인용 컴퓨터 및 모바일 장치용 클라이언트는 물론 스마트 TV 및 온라이브 게임 시스템으로 알려진 전용 비디오 게임 콘솔 스타일 장치를 통해 제공되었다. 온라이브는 또한 태블릿을 통해 액세스할 수 있는 클라우드 기반 윈도우 서버 2008 R2 인스턴스를 제공하는 구독 서비스인 자매 제품인 온라이브 데스크톱을 통해 클라우드 데스크톱 시장으로 확장했다.
온라이브 서비스는 엇갈린 반응을 받았다. 리뷰어들은 비디오 품질과 입력 지연의 정도가 인터넷 연결에 따라 다르며 게임마다 다르다는 점을 지적했다. 빠른 움직임을 특징으로 하거나 빠른 반응을 요구하는 게임은 플레이하기 답답할 수 있다. 반면, 이 서비스는 관전 모드가 내장되어 있고 게임을 설치하지 않고도 게임을 시험해 볼 수 있는 기능으로 호평을 받았다.
2015년 4월 2일, 소니 컴퓨터 엔터테인먼트(현재의 소니 인터랙티브 엔터테인먼트)가 온라이브의 특허를 획득했으며 모든 온라이브 서비스가 2015년 4월 30일에 중단될 것이라고 발표되었다. 소니는 플레이스테이션 나우를 사용하여 구축된 유사한 서비스인 플레이스테이션 나우를 운영했다. 2022년 PS 플러스와 합병될 때까지 온라이브의 이전 경쟁자였던 가이카이(Gaikai)의 인프라를 사용했다.